# ريجيس تومي
ريجيس تومي (بالإنجليزية: Regis Toomey)‏ هو ممثل أمريكي، ولد في 13 أغسطس 1898 ببيتسبرغ في الولايات المتحدة، وتوفي في 12 أكتوبر 1991 في الولايات المتحدة.

## أعمال

### أفلام
- (1929) الادعاء
- (1931) أصابع الإتهام
- (1940) فتاة الجمعة[2]
- (1945) المسحورة
- (1947) زوجة الأسقف[3][4]
- (1952) إداناتي الستة
- (1954) السامي والقوي
- (1959) الساحر

## وصلات خارجية
- ريجيس تومي على موقع IMDb (الإنجليزية)
- ريجيس تومي على موقع ألو سيني (الفرنسية)
- ريجيس تومي على موقع تيرنر كلاسيك موفيز (الإنجليزية)
- ريجيس تومي على موقع أول موفي (الإنجليزية)
- ريجيس تومي على موقع قاعدة بيانات الأفلام السويدية (السويدية)
- ريجيس تومي على موقع إن إن دي بي (الإنجليزية)
- ريجيس تومي على موقع قاعدة بيانات الفيلم (الإنجليزية)
- ريجيس تومي على موقع كينوبويسك (الروسية)